# Arsenit metiltransferaza
Arsenit metiltransferaza (EC 2.1.1.137, -adenozil--metionin:arsenik(III) metiltransferaza, S-adenozil--metionin:metilarsonit As-metiltransferaza, metilarsonit metiltransferaza) je enzim sa sistematskim imenom S-adenozil--metionin:arsenit As-metiltransferaza. Ovaj enzim katalizuje sledeću hemijsku reakciju
(1) -adenozil--metionin + arsenit {\displaystyle \rightleftharpoons } -adenozil--homocistein + metilarsonat
(2) -adenozil--metionin + metilarsonit {\displaystyle \rightleftharpoons } -adenozil--homocistein + dimetilarsinat
Ova enzim učestvuje u biotransformacionom putu kojim se formira dimetilarsinat iz nerganskih arsenita i arsenata.

## Literatura
- Nicholas C. Price; Lewis Stevens (1999). Fundamentals of Enzymology: The Cell and Molecular Biology of Catalytic Proteins (Third изд.). USA: Oxford University Press. ISBN 019850229X.
- Eric J. Toone (2006). Advances in Enzymology and Related Areas of Molecular Biology, Protein Evolution (Volume 75 изд.). Wiley-Interscience. ISBN 0471205036.
- Branden C; Tooze J. Introduction to Protein Structure. New York, NY: Garland Publishing. ISBN 0-8153-2305-0.
- Irwin H. Segel. Enzyme Kinetics: Behavior and Analysis of Rapid Equilibrium and Steady-State Enzyme Systems (Book 44 изд.). Wiley Classics Library. ISBN 0471303097.

## Spoljašnje veze
- Arsenite+methyltransferase на 